# Solovăstru
Solovăstru (Hongaars: Görgényoroszfalu) is een comună in het district Mureş, Transsylvanië, Roemenië. Het is opgebouwd uit twee dorpen, namelijk:
- Jabeniţa
- Solovăstru (Hongaars: Görgényoroszfalu)

## Demografie
Solovăstru heeft 2.951 inwoners. Hiervan zijn er 2.774 (94%) Roemenen, 148 (5%) Roma en 29 (1%) Hongaren.